# Limena glazba Marinići
Limena glazba Marinići vuče korijene s početka 20. stoljeća, kada se javlja ideja o stvaranju kulturno-prosvjetnog društva. Pjevačko i glazbeno društvo “Zvijezda” djeluje od 1928. sve do 1941. godine kada prestaje s radom zbog Drugog svjetskog rata. Društvo je brojalo čak 150 članova, a djelovalo je u teškim uvjetima bez financijske pomoći od strane vlasti, ali i bez stalnog prostora.  Godine 1936. zbog učestalih pritisaka osnovan je KUD „Mladost“ u kojega prelaze gotovo svi članovi „Zvijezde“. Do 1941. godine organiziraju se brojne priredbe kako bi se poboljšala financijska situacija, a rad je na isključivo dobrovoljnoj bazi. Pomoć pri nabavci instrumenata daju i mještani Marinića i okolice. Također, do početka Drugog svjetskog rata u Marinićima stvara se William Jazz orkestar. U periodu od 1946. godine kulturno-umjetnički rad u Marinićima se obnavlja formiranjem dramske i recitatorske grupe, pjevačkog zbora pod vodstvom Marijana Prašelja te ponovnog pokretanja William Jazz orkestra.Ranih 50-tih formira se instrumentalni sastav Melody pod vodstvom maestra Celestea Zrelca, a gasi se nakon 3 godine. Dom Marinići porušen je u potpunosti tijekom Drugog svjetskog rata, a izgradnja današnjeg doma u kojemu djeluju brojne udruge, završena je 1977. godine. Kao najzaslužniji za pokretanje limene glazbe u Marinićima izdvaja se Dragutin Orle, vojni glazbenik rodom iz Delnica, ali i brojni drugi, kao i Mjesna zajednica Marinići.

## KUD "Mladost" Marinići
Osnivačka skupština i prihvaćanje statuta održani su 6. prosinca 1980. godine čime je i službeno osnovan KUD „Mladost“ Marinići unutar kojega su djelovali limena glazba, dramska sekcija te ženski pjevački zbor. Prvi predsjednik kulturno-umjetničkog društva bio je Marijo Tibljaš. Glazba je početkom 80-tih raspolagala s 56 instrumenata, od čega 27 novih. Zaslužni za nabavu instrumenata bili su: Josip Štefan, Josip Jardas, Zdravko Saršon te Frane Širola koji je iz daleke Amerike poslao novčanu pomoć glazbi. Brojni su instrumenti bili rabljeni, prethodno korišteni u vojnim orkestrima, a pomogle su i limene glazbe iz Spinčića, Trsata i Otočca.
Prvi nastup održan je 29. studenoga 1981. godine. Dirigent glazbe do 1982. godine bio je Ivan Ban, a KUD “Mladost” broji 80 članova od kojih su većina mladi. Više od 20 djece i mladih pohađalo je tada interni glazbeni tečaj. Zanimljiva je činjenica da je limena glazba od 1982. do 1994. godine predvodila Riječki karneval.

## Limena glazba Marinići kao samostalna udruga
Godine 1994. limena glazba izdvaja se iz KUD-a Mladost kao samostalna udruga. Glazba je kroz svoju 40-godišnju povijest proputovala gotovo čitavu Hrvatsku te pola Europe. Danas broji oko 40 aktivnih članova, funkciju predsjednika obnaša Kristian Seifert, a dirigent je Luka Horvat.
Samo neka od gostovanja koja glazbenici izdvajaju su:
- Međunarodni susret puhačkih orkestara, Going am Wilden Kaiser (Austrija), 1998. godine
- Državno prvenstvo mažoret timova, Požega, 2002. godine
- Europsko prvenstvo mažoret timova, Prag, 2002. godine
- Međunarodni susret puhačkih orkestara, Bojnice (Slovačka), 2007. godine
- Manifestacija "Tragovi iskona", Donja Voća, 2008. godine
- Krakow (Poljska), 2009. godine
- Manifestacija "Najduži stol u Hrvata", Velika, 2012. godine
- te još mnogi drugi

#### Tradicionalni nastupi
- Antonja
- Halubajski karneval
- maškarani koncert
- prvomajske budnice
- Matejna, Viškovo
- Svi sveti, Viškovo i Zamet
- božićno-novogodišnji koncert, Viškovo

## Vanjske poveznice
- Facebook stranica Limena glazba Marinići
- Instagram profil limena_glazba_marinici